# Ignasi Ribó Labastida
Ignasi Ribó Labastida (Barcelona, 1971) és un escriptor català.

## Obra
- Polifemo. Edhasa, Barcelona, 2005 ISBN 9788435009539
- La ley de la gravedad,[1] Edhasa, Barcelona, 2001. ISBN 84-350-0839-8
- També somien els búfals , Empúries, Barcelona, 2000.

## Premis
- Clara de nit. Premi Joan Santamaria, 2000.[2]